# Kartause Annonciation
Die Kartause Annonciation (주님 탄생 예고 카르투시오 수녀회 Junim Tansaeng Yego Kartusio Sunyeohoe „Kartause der Verkündigung“) ist ein im Jahr 2008 gegründeter Frauenkonvent des kontemplativen Kartäuserordens in Boeun (Provinz Chungcheongbuk-do) in Südkorea.
Das Kloster ist eines von fünf bestehenden Kartausen für Nonnen und das einzige Nonnenkloster der Kartäuser außerhalb Europas.

## Geschichte
2001 entsandte das Generalkapitel drei Nonnen und zwei Mönche, die 2002 in Südkorea ankamen und zunächst in Cheongju lebten. 2003 wurde ein Grundstück in Dewoli erworben, 2006 die Baugenehmigung erteilt. Das Klostergebäude wurde 2010 eingeweiht und bezogen.